# Tarsjön, Ångermanland
Tarsjön är en sjö i Sollefteå kommun i Ångermanland och ingår i Ångermanälvens huvudavrinningsområde. Sjön har en area på 1,23 kvadratkilometer och ligger 200,4 meter över havet. Sjön avvattnas av vattendraget Kvarnbäcken.

## Delavrinningsområde
Tarsjön ingår i det delavrinningsområde (706361-154166) som SMHI kallar för Utloppet av Tarsjön. Medelhöjden är 219 meter över havet och ytan är 8,98 kvadratkilometer. Det finns inga avrinningsområden uppströms utan avrinningsområdet är högsta punkten. Kvarnbäcken som avvattnar avrinningsområdet har biflödesordning 4, vilket innebär att vattnet flödar genom totalt 4 vattendrag innan det når havet efter 118 kilometer. Avrinningsområdet består mestadels av skog (59 procent). Avrinningsområdet har 1,23 kvadratkilometer vattenytor vilket ger det en sjöprocent på 13,6 procent.